# Eschbach, Bas-Rhin

Eschbach este o comună în departamentul Bas-Rhin, Franța. În 1 ianuarie 2022 avea o populație de 958 de locuitori.